# Pilaria arguta
Pilaria arguta là một loài ruồi trong họ Limoniidae. Chúng phân bố ở miền Tân bắc.